# Яхницький Георгій Федорович
Георгій Федорович Яхницький (28 квітня 1916, село Олександрівка Херсонської губернії, тепер Баштанського району Миколаївської області — ?) — радянський державний і комуністичний діяч, 1-й секретар Костромського промислового обкому КПРС. Депутат Верховної Ради Російської РФСР 6-го скликання.

## Життєпис
Народився в селянській родині. У 1932 році закінчив шестимісячні вчительські курси. У 1932—1935 роках працював вчителем початкової сільської школи, був педагогом-дефектологом у міській школі.
У 1935—1936 роках — слухач робітничого факультету при кораблебудівному інституті.
У 1936—1941 роках — студент Харківського інституту інженерів залізничного транспорту.
З 1941 року — маневровий диспетчер, інспектор відділення Південно-Східної залізниці; старший інженер станції, старший ревізор служби руху управління станції Дніпропетровськ; начальник станцій Баглій, Верхівцеве, Нижньодніпровськ-Вузол Сталінської залізниці в Дніпропетровській області.
Член ВКП(б) з 1948 року.
До 1952 року — начальник відділу експлуатації Запорізького відділення Сталінської залізниці.
У 1952—1954 роках — студент факультету експлуатації залізниць Академії залізничного транспорту в Москві.
До серпня 1954 року — начальник ІІІ-го відділення Північної залізниці. У серпні 1954 — лютому 1958 року — начальник Буйського відділення Північної залізниці.
У лютому 1958 — 1959 року — завідувач промислово-транспортного відділу Костромського обласного комітету КПРС.
У 1959 — червні 1960 року — завідувач відділу лісової промисловості та будівництва Костромського обласного комітету КПРС.
У червні 1960 — 1961 року — заступник голови виконавчого комітету Костромської обласної ради депутатів трудящих.
У 1961 — серпні 1962 року — секретар Костромського обласного комітету КПРС.
У серпні 1962 — січні 1963 року — 2-й секретар Костромського обласного комітету КПРС.
6 січня 1963 — грудень 1964 року — 1-й секретар Костромського промислового обласного комітету КПРС.
З січня 1965 року — начальник відділу кадрів Білоруської залізниці.
Подальша доля невідома.

## Нагороди
- орден Трудового Червоного Прапора
- медалі